# أكل لحوم البشر الذاتي
أكل لحوم البشر الذاتي هو ممارسة تناول أجزاء من جسد الفرد ذاته، ويُطلق عليه أيضًا اسم الأوتوكانيباليسم أو الأوتوساركوفاجي. عمومًا، يعتبر أكل اللحم فقط (بما في ذلك لحوم الأعضاء مثل القلب أو الكبد) من قبل فرد من نفس النوع أكل لحوم البشر. وفقًا لهذا التعريف، يعني التناول الذاتي تناول لحم من جسد الفرد نفسه. في حين يستخدم بعض النصوص هذا التعريف الصارم، يستخدم البعض الآخر مصطلح "الأوتوكانيباليسم" بمعنى أوسع يتضمن تناول الشعر أو الأظافر من جسد الفرد نفسه.
كل من الإنسان وبعض أنواع الحيوان تمارس أحيانًا التناول الذاتي. في حالة الإنسان، يمكن أن يكون ذلك عرضة لأحد اضطرابات الصحة النفسية، ولكن هناك أيضًا عدد قليل من الأشخاص الذين تناولوا جزءًا من جسدهم بمحض إرادتهم بعد الإصابة ببتر. وفي حالات أخرى، تم تكليف الناس بتناول أجزاء من أجسادهم كوسيلة للتعذيب.

## البشر

### كاضطراب أو عرض له
قضم الأظافر الذي يتطور إلى أكل الأظافر هو شكل من أشكال شهوة الغرائب. تشمل الأشكال الأخرى من شهوة الغرائب الالتهاب الجلدي، والإكراه على أكل شعر المرء، والذي يمكن أن يشكل كرة شعر في المعدة. إذا تُرك دون علاج، فقد يتسبب ذلك في الوفاة بسبب تراكم الشعر المفرط.
يمكن أن يكون أكل لحوم البشر شكلاً من أشكال إيذاء النفس وعرضًا لاضطراب عقلي. يعتبره البعض أيضًا اضطرابًا عقليًا في حد ذاته، لكنه غير مدرج في الدليل التشخيصي والإحصائي للاضطرابات النفسية المستخدم على نطاق واسع (الدليل التشخيصي والإحصائي للاضطرابات العقلية، الطبعة الخامسة).

### كخيار
سينخرط بعض الأشخاص في أكل لحوم البشر الذاتي كشكل متطرف من أشكال تعديل الجسم، على سبيل المثال عن طريق تناول أجزاء من بشرتهم. وفي حالات نادرة جدًا، أكل الناس جزءًا من أجسامهم (مثل القدم) كان لا بد من بتره لأسباب طبية؛ وقد يكون الدافع وراء هذه الأعمال هو الفضول أو الرغبة في جذب الانتباه.
يشرب بعض الناس دمائهم، وهي ممارسة تسمى أوتوفامبيريسم، لكن امتصاص الدم من الجروح لا يعتبر عمومًا أكل لحوم البشر.

### بوصفه جريمة
تم الإبلاغ عن أكل لحوم البشر القسري كشكل من أشكال التعذيب أو جرائم الحرب. يُزعم أن إليزابيث باثوري أجبرت بعض خدمها على أكل لحمهم في أوائل القرن السابع عشر. وخلال أعمال العنف التي أعقبت الانقلاب الهايتي في عام 1991، اضطر الضحايا أحيانا إلى أكل أجسادهم المقطوعة. في التسعينيات، أُجبر الشباب في أوغندا على أكل آذانهم.

### الممارسات ذات الصلة
إن تناول المشيمة الخاصة به له عدد قليل من المتابعين في الثقافات الغربية، برعاية مشاهير مثل يناير جونز. وصف البعض التهاب المشيمة البشري بعد الولادة بأنه علاج لاكتئاب ما بعد الولادة والتعب، من بين فوائد صحية أخرى، نظرًا لارتفاع نسبة البروتين والحديد الغني والمغذيات. ومع ذلك، فإن البحث العلمي غير حاسم فيما إذا كان لاستهلاك المشيمة أي فوائد صحية، تتجاوز فوائد اللحوم المكتسبة بسهولة.
أثناء مناقشة حالة المشيمة كأكل لحوم البشر، أشارت هارييت هول إلى أن «الأنسجة المشيمية مشتقة بشكل أساسي من البويضة المخصبة وتحمل جينوم الجنين»، مما يشير إلى أن المشيمة هي عضو مؤقت للجنين وليس للأم. لذلك، حتى لو اعتبر المرء المشيمة شكلاً من أشكال أكل لحوم البشر، فإن الأم التي تأكل مشيمة طفلها بعد الولادة لن تمارس أكل لحوم البشر.

## حيوانات
اليرقات البحرية (التي تشبه البرغوث) تحتوي على "دماغ" عصبي في رأسها، وتقوم بهضمه بعد أن تعلق نفسها بصخرة وتصبح ساكنة، مكونة كائنًا شبيهًا بنبات البحر. لقد تم استخدام ذلك كدليل على أن الهدف من الدماغ والأنسجة العصبية هو بشكل رئيسي إنتاج الحركة. تم توثيق سلوك أكل الذات في ثعابين الجرار الشمالية الأمريكية: حاولت إحدى الثعابين الأسيرة أكل نفسها مرتين، وتوفيت في المحاولة الثانية. تم العثور على ثعبان جرار آخر في البرية وهو قد ابتلع حوالي ثلثي جسمه.

## مراجع في الخرافات والأساطير

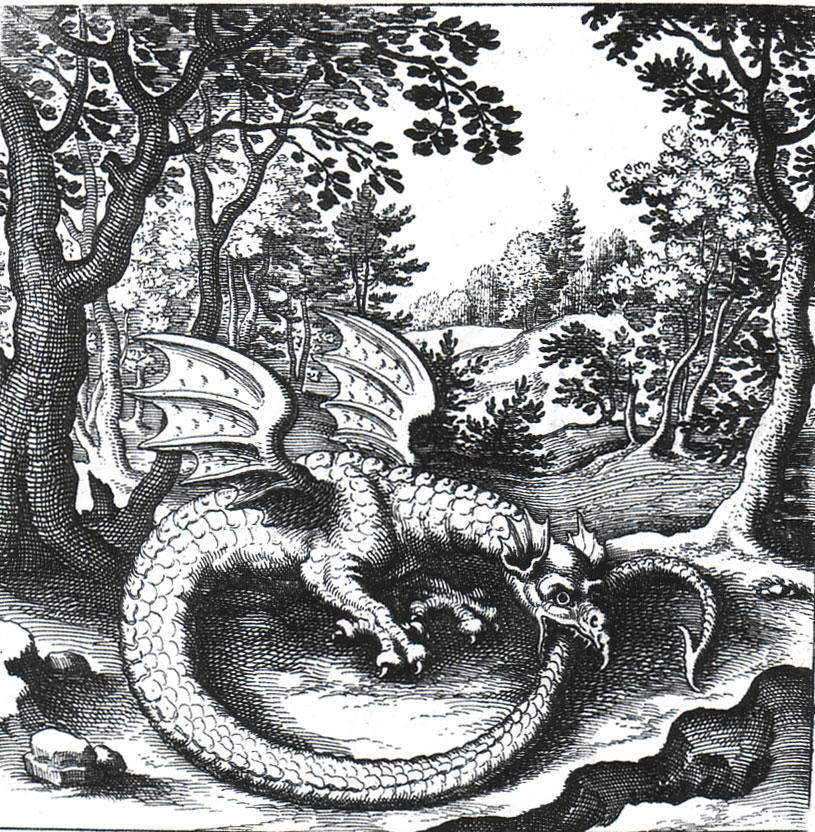
أوروبوروس يقضم ذيله